# Cửa Bắc (phường)
Cửa Bắc là một phường thuộc thành phố Nam Định, tỉnh Nam Định.

## Địa lý
Phường Cửa Bắc có diện tích 1,37 km², dân số năm 2022 là 31.323 người, mật độ dân số đạt 22.863 người/km².

## Lịch sử
Năm 1954, thành lập khu phố Cửa Bắc và khu phố Trần Đăng Ninh.
Ngày 31 tháng 1 năm 1981, UBND tỉnh Hà Nam Ninh ban hành Quyết định số 56-QĐ/TC về việc thành lập phường Trần Đăng Ninh trên cơ sở 45,53 ha diện tích tự nhiên.
Ngày 23 tháng 4 năm 1985, Hội đồng Bộ trưởng Quyết định số 142-HĐBT về việc:
- Sáp nhập 4 tổ dân phố với 490 nhân khẩu của phường Trần Đăng Ninh vào phường Trường Thi.
- Sáp nhập 8 tổ dân phố với 1.200 nhân khẩu của phường Trần Đăng Ninh vào phường Năng Tĩnh.
- Sáp nhập 5 tổ dân phố với 981 nhân khẩu của phường Trần Đăng Ninh; 5 tổ dân phố với 1.057 nhân khẩu của phường Quang Trung; 1 tổ dân phố với 233 nhân khẩu của phường Trần Hưng Đạo và 4 tổ dân phố với 537 nhân khẩu của phường Nguyễn Du vào phường Cửa Bắc.
- Chia phường Cửa Bắc thành phường Cửa Bắc và phường Bà Triệu.

Phường Cửa Bắc có 68 tổ dân phố với 14.840 nhân khẩu.
Phường Bà Triệu có 41 tổ dân phố với 9.657 nhân khẩu.
Sau khi điều chỉnh, phường Trần Đăng Ninh còn 53 tổ dân phố với 10.889 nhân khẩu.
Ngày 2 tháng 12 năm 2021, HĐND tỉnh Nam Định ban hành Nghị quyết số 63/2021/NQ-HĐND về việc:
1. Phường Bà Triệu
- Thành lập tổ dân phố số 1 trên cơ sở 5 tổ dân phố: 1 2, 3, 4, 7.
- Thành lập tổ dân phố số 2 trên cơ sở 5 tổ dân phố: 5, 6, 8, 11, 12.
- Thành lập tổ dân phố số 3 trên cơ sở 4 tổ dân phố: 9, 10, 13, 14.
- Thành lập tổ dân phố số 4 trên cơ sở 3 tổ dân phố: 15, 16, 17.
- Thành lập tổ dân phố số 5 trên cơ sở 3 tổ dân phố: 18, 19, 20.

2. Phường Cửa Bắc
- Thành lập tổ dân phố số 1 trên cơ sở 4 tổ dân phố: 1 2, 3, 4.
- Thành lập tổ dân phố số 2 trên cơ sở 5 tổ dân phố: 5, 6, 7, 8, 9.
- Thành lập tổ dân phố số 3 trên cơ sở 3 tổ dân phố: 10, 11, 12.
- Thành lập tổ dân phố số 5 trên cơ sở 3 tổ dân phố: 13, 15, 16.
- Thành lập tổ dân phố số 6 trên cơ sở 4 tổ dân phố: 14, 17, 18, 19.
- Thành lập tổ dân phố số 7 trên cơ sở 3 tổ dân phố: 20, 21, 38.
- Thành lập tổ dân phố số 8 trên cơ sở 4 tổ dân phố: 22, 23, 24, 25.
- Thành lập tổ dân phố số 9 trên cơ sở 4 tổ dân phố: 26, 27, 28, 29.
- Thành lập tổ dân phố số 10 trên cơ sở 4 tổ dân phố: 30, 31A, 31B, 32.
- Thành lập tổ dân phố số 11 trên cơ sở 3 tổ dân phố: 33, 34, 35.
- Thành lập tổ dân phố số 12 trên cơ sở tổ dân phố 36 và tổ dân phố 37.

3. Phường Trần Đăng Ninh
- Thành lập tổ dân phố số 1 trên cơ sở 6 tổ dân phố: 2, 3, 4, 5, 6, 7.
- Thành lập tổ dân phố số 2 trên cơ sở 6 tổ dân phố: 1, 8, 9, 11, 12, 13.
- Thành lập tổ dân phố số 3 trên cơ sở 5 tổ dân phố: 14, 15, 16, 17, 18.
- Thành lập tổ dân phố số 4 trên cơ sở 4 tổ dân phố: 10, 19, 20, 21.
- Thành lập tổ dân phố số 5 trên cơ sở 4 tổ dân phố: 23, 24, 25, 26.
- Thành lập tổ dân phố số 6 trên cơ sở 4 tổ dân phố: 22, 27, 28, 29.

Phường Trần Đăng Ninh có 6 tổ dân phố.
Tính đến ngày 31/12/2022, phường Bà Triệu có 0,27 km² diện tích tự nhiên và quy mô dân số là 7.399 người; phường Trần Đăng Ninh có 0,46 km² diện tích tự nhiên và quy mô dân số là 9.286 người; phường Cửa Bắc có 0,64 km² diện tích tự nhiên và quy mô dân số là 14.638 người.
Ngày 23 tháng 7 năm 2024, Ủy ban Thường vụ Quốc hội ban hành Nghị quyết số 1104/NQ-UBTVQH15 về việc sắp xếp đơn vị hành chính cấp huyện, cấp xã trên địa bàn tỉnh Nam Định (nghị quyết có hiệu lực từ ngày 1 tháng 9 năm 2024). Theo đó, sáp nhập toàn bộ 0,27 km² diện tích tự nhiên, quy mô dân số là 7.399 người của phường Bà Triệu và toàn bộ 0,46 km² diện tích tự nhiên, quy mô dân số là 9.286 người của phường Trần Đăng Ninh vào phường Cửa Bắc.
Phường Cửa Bắc có 1,37 km² diện tích tự nhiên và quy mô dân số là 31.323 người.